# 忒弥斯

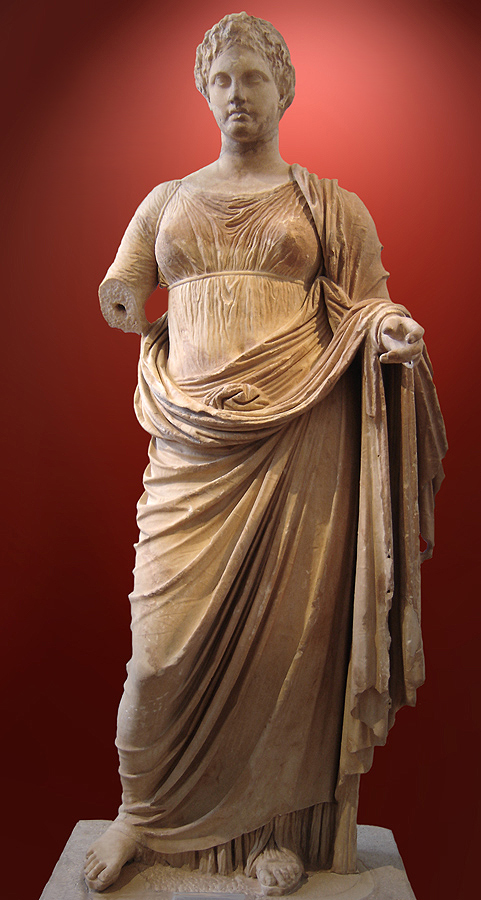
涅墨西斯神庙中的泰美斯像，由柴瑞斯特拉托斯塑造，作于公元前300年

泰美斯（羅馬化：Themis）是古希腊神话的泰坦神。她是擬人化的天賦秩序、公平、法律、自然法與習俗。屬於她的象徵有天秤，象徵平衡及務實；劍，象徵分辨真偽。古希臘語「泰美斯」的意思是冥冥中的法律，但不包含人為的法令；字面上則是「安放到它的位置」，源自「安放」的古希臘語動詞 títhēmi（τίθημι）。
對古希臘人而言，她本來掌管「人類的公共事務，尤其是集會議事」 到了公元前8世紀荷馬，則用「泰美斯」一詞帶出荷馬時代（公元前9–10世紀）的社會體制，芬利認為：
泰美斯是不能翻譯的。它是神祇的恩賜與文明存在的印記，它一時是正確的習俗、正當的程序、社會秩序；一時卻只是神祇的意志（例如預兆的啟示）而不太理會好與壞。

## 神話
泰美斯是乌拉诺斯和蓋亚之女，十二泰坦巨神之一。她是宙斯的第二位妻子（在墨提斯之后），生育了荷赖（时序三女神）以及公正女神阿斯特莉亚。
作为法律和正义的女神，泰美斯在奥林匹斯山坐在宙斯的宝座上從旁协助。她通常在艺术作品中被表现为手拿天秤，称量对质双方的证词。她了解連宙斯都不知道的未来和秘密，比如海洋女神忒提斯之子的命运，他将比他父亲更为强大。正是由于她的智慧，普罗米修斯才从宙斯对他的惩罚中解脱出来。她作为蓋亚的后继，掌握着德尔斐的神諭，是她向皮拉（Pyrrha）和丢卡利翁（Deucalion）揭示洪水后怎样重建家园。她也知会了阿特拉斯，告诉他有一天会有一个宙斯的儿子来盗取赫斯珀里得斯花园的金苹果。正因为如此，阿特拉斯才拒绝帮助珀耳修斯。之后，她将德尔斐的神諭转交给了自己的姐妹福柏（Phoebe），之后阿波罗杀死了德尔斐的皮同（巨蟒）接过了这个角色。
奥林匹斯崇拜兴起后，有的地方也把原是黑夜女神倪克斯女儿们的命运女神摩伊赖也写成是她与宙斯的女儿。

## 外部連結
- Theoi Project: Themis （页面存档备份，存于）